# Васильев, Александр Иванович
Александр Иванович Васильев — советский государственный и хозяйственный деятель.

## Биография
Родился в 1913 году. Член КПСС с 1941 года.
С 1936 года — на хозяйственной работе.
В 1936—1976 гг. :
- заместитель главного инженера,
- главный инженер цеха № 2 ГПЗ-1,
- начальник цеха,
- главный технолог,
- главный инженер,
- директор Государственного подшипникового завода № 4 в городе Куйбышеве,
- заместитель министра автомобильной промышленности СССР.

В 1943 году за работу по освоению и налаживанию массового выпуска специальных подшипников был удостоен Сталинской премии 1-й степени за выдающиеся изобретения и коренные усовершенствования методов производственной работы за 1942 год (в составе коллектива).
Умер в Москве в 1987 году.